# Serreslous-et-Arribans
Serreslous-et-Arribans é uma comuna francesa na região administrativa da Nova Aquitânia, no departamento Landes. Estende-se por uma área de 5,45 km². Em 2010 a comuna tinha 205 habitantes (densidade: 37,6 hab./km²).